# Grundy County (Missouri)
Das Grundy County ist ein County im US-amerikanischen Bundesstaat Missouri. Im Jahr 2020 hatte das County 9808 Einwohner und eine Bevölkerungsdichte von 8,7 Einwohnern pro Quadratkilometer. Der Verwaltungssitz (County Seat) ist Trenton.

## Geografie
Das County liegt im Norden von Missouri und ist im Norden etwa 40 km von Iowa entfernt. Es hat eine Fläche von 1134 Quadratkilometern, wovon 6 Quadratkilometer Wasserfläche sind. An das Grundy County grenzen folgende Nachbarcountys:
| Harrison County | Mercer County     |                 |
|                 |                   | Sullivan County |
| Daviess County  | Livingston County | Linn County     |

## Geschichte

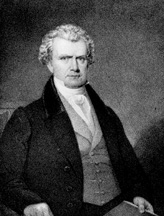
Grundy

Das Grundy County wurde 1841 gebildet. Benannt wurde es nach Felix Grundy (1777–1840), einem früheren US-Senator (1829–1838) und Justizminister (1838–1840).

## Demografische Daten
Nach der Volkszählung im Jahr 2010 lebten im Grundy County 10.261 Menschen in 4259 Haushalten. Die Bevölkerungsdichte betrug 9 Einwohner pro Quadratkilometer. In den 4259 Haushalten lebten statistisch je 2,33 Personen.
Ethnisch betrachtet setzte sich die Bevölkerung zusammen aus 97,5 Prozent Weißen, 0,7 Prozent Afroamerikanern, 0,5 Prozent amerikanischen Ureinwohnern, 0,4 Prozent Asiaten sowie aus anderen ethnischen Gruppen; 0,9 Prozent stammten von zwei oder mehr Ethnien ab. Unabhängig von der ethnischen Zugehörigkeit waren 1,9 Prozent der Bevölkerung spanischer oder lateinamerikanischer Abstammung.
24,2 Prozent der Bevölkerung waren unter 18 Jahre alt, 55,8 Prozent waren zwischen 18 und 64 und 20,0 Prozent waren 65 Jahre oder älter. 52,2 Prozent der Bevölkerung war weiblich.

Das jährliche Durchschnittseinkommen eines Haushalts lag bei 35.239 USD. Das Pro-Kopf-Einkommen betrug 18.148 USD. 13,3 Prozent der Einwohner lebten unterhalb der Armutsgrenze.

## Ortschaften im Grundy County
| Citys - Galt - Laredo - Spickard | - Tindall - Trenton | Village - Brimson |

Unincorporated Communities
| - Alpha - Dunlap - Edinburg | - Hickory Creek - Lindley |

## Gliederung
Das Grundy County ist in 13 Townships eingeteilt:
| Township           | Einwohner (2010) | FIPS     |
| ------------------ | ---------------- | -------- |
| Franklin Township  | 485              | 29-25606 |
| Harrison Township  | 108              | 29-30520 |
| Jackson Township   | 135              | 29-35810 |
| Jefferson Township | 445              | 29-36800 |
| Liberty Township   | 436              | 29-42122 |
| Lincoln Township   | 525              | 29-42734 |
| Madison Township   | 626              | 29-45380 |

| Township            | Einwohner (2010) | FIPS     |
| ------------------- | ---------------- | -------- |
| Marion Township     | 248              | 29-46028 |
| Myers Township      | 161              | 29-50978 |
| Taylor Township     | 179              | 29-72484 |
| Trenton Township    | 6393             | 29-73834 |
| Washington Township | 114              | 29-77470 |
| Wilson Township     | 406              | 29-80224 |